# Јошио Кикугава
Јошио Кикугава (јап. 菊川 凱夫; Шизуока, 12. септембар 1944 — 2. децембар 2022) био је јапански фудбалер.

## Каријера
Током каријере је играо за Мицубиши.

## Репрезентација
За репрезентацију Јапана дебитовао је 1969. године. За тај тим је одиграо 16 утакмица.

## Статистика
| Јапан  | Јапан   | Јапан  |
| Година | Наступи | Голови |
| ------ | ------- | ------ |
| 1969.  | 2       | 0      |
| 1970.  | 12      | 0      |
| 1971.  | 2       | 0      |
| Укупно | 16      | 0      |